# Nomada komarowi
Nomada komarowi är en biart som beskrevs av Radoszkowski 1893. Nomada komarowi ingår i släktet gökbin, och familjen långtungebin. Inga underarter finns listade i Catalogue of Life.